# Momotus bahamensis
El momoto de Trinidad (Momotus bahamensis) es una especie de ave coraciforme perteneciente al género Momotus de la familia Momotidae. Es endémico de Trinidad y Tobago.

## Distribución y hábitat
Es residente en las islas de Trinidad y Tobago.
En Trinidad, es encontrado en el interior de selvas húmedas de baja altitud; en Tobago ocupa zonas más amplias, especialmente plantaciones de cacao, y hasta en ambientes más abiertos como pastajes que retienen árboles grandes.

## Sistemática

### Descripción original
La especie M. bahamensis fue descrita por primera vez por el naturalista británico William Swainson en 1838 bajo el nombre científico «Prionites bahamensis»; localidad tipo «Islas Bahamas (error) = Trinidad».

### Etimología
El nombre genérico masculino «Momotus» deriva de la palabra azteca «momot» utilizada para designar a estas aves por Nieremberg 1635, Willughby 1676, y Ray 1713, y «motmot» por Hernández 1651; y el nombre de la especie «bahamensis», se refiere a la localidad tipo errada de la especie, las Islas Bahamas.

### Taxonomía
La presente especie, junto a Momotus coeruliceps, M. subrufescens y M. lessonii fueron hasta recientemente consideradas como subespecies del entonces complejo Momotus momota. El estudio de Stiles (2009), que examinó un total de 512 especímenes, y con base en los patrones de plumaje, biométricas y vocalizaciones, suplementado por informaciones de distribución geográfica y ecología, justificó su reconocimiento como especies separadas. La separación fue aprobada en la Propuesta N° 412 al Comité de Clasificación de Sudamérica (SACC).